# Вебстер (переписна місцевість, Массачусетс)
Вебстер (англ. Webster) — переписна місцевість (CDP) в США, в окрузі Вустер штату Массачусетс. Населення — 12 194 особи (2020).

## Географія
Вебстер розташований за координатами 42°2′42″ пн. ш. 71°52′34″ зх. д. / 42.04500° пн. ш. 71.87611° зх. д. (42.045028, -71.876244).  За даними Бюро перепису населення США в 2010 році переписна місцевість мала площу 7,89 км², з яких 7,76 км² — суходіл та 0,12 км² — водойми.

## Демографія
Згідно з переписом 2010 року, у переписній місцевості мешкало 11 412 осіб у 4881 домогосподарстві у складі 2784 родин. Густота населення становила 1447 осіб/км².  Було 5479 помешкань (695/км²).
Расовий склад населення:
| - 89,1 % — білих - 3,8 % — чорних або афроамериканців - 1,0 % — азіатів - 0,4 % — корінних американців - 3,1 % — осіб інших рас |

До двох чи більше рас належало 2,6 %. Частка іспаномовних становила 8,9 % від усіх жителів.
За віковим діапазоном населення розподілялося таким чином: 22,1 % — особи молодші 18 років, 62,7 % — особи у віці 18—64 років, 15,2 % — особи у віці 65 років та старші. Медіана віку мешканця становила 38,5 року. На 100 осіб жіночої статі у переписній місцевості припадало 90,9 чоловіків;  на 100 жінок у віці від 18 років та старших — 89,2 чоловіків також старших 18 років.
Середній дохід на одне домашнє господарство  становив 56 079 доларів США (медіана — 43 116), а середній дохід на одну сім'ю — 63 885 доларів (медіана — 51 696). Медіана доходів становила 43 125 доларів для чоловіків та 38 158 доларів для жінок. За межею бідності перебувало 19,2 % осіб, у тому числі 33,5 % дітей у віці до 18 років та 7,6 % осіб у віці 65 років та старших.
Цивільне працевлаштоване населення становило 5588 осіб. Основні галузі зайнятості: освіта, охорона здоров'я та соціальна допомога — 26,1 %, роздрібна торгівля — 14,8 %, виробництво — 14,4 %.